# Lerista lineopunctulata
Lerista lineopunctulata — вид сцинкоподібних ящірок родини сцинкових (Scincidae). Ендемік Австралії.

## Поширення і екологія
Lerista lineopunctulata мешкають на західному узбережжі Західній Австралії, від Перта до Північно-Західного півострова, а також на сусідніх островах, зокрема на островах Ган, Східний і Західний Валлабі, Буленжер і Вайтлок. Вони живуть на прибережних дюнах і піщаних рівнинах, трапляються в невисоких чагарникових заростях. Відкладають яйця, в кладці від 3 до 5 яєць.